# Internationaux de Nouvelle-Calédonie 2017
Gli Internationaux de Nouvelle-Calédonie 2017, noti anche come Challenger BNP Paribas Noumea per motivi di sponsorizzazione, sono stati un torneo professionistico di tennis maschile giocato sul cemento. È stata la quattordicesima edizione degli Internationaux de Nouvelle-Calédonie, torneo nell'ambito del ATP Challenger Tour 2017. Si è giocato a Nouméa, in Nuova Caledonia dal 2 al 7 gennaio 2017.

## Partecipanti

### Teste di serie
| Nazionalità   | Giocatore               | Ranking* | Testa di serie |
| ------------- | ----------------------- | -------- | -------------- |
| Francia       | Adrian Mannarino        | 60       | 1              |
| Spagna        | Roberto Carballés Baena | 145      | 2              |
| Corea del Sud | Lee Duck-hee            | 149      | 3              |
| Francia       | Quentin Halys           | 153      | 4              |
| Francia       | Kenny de Schepper       | 162      | 5              |
| Stati Uniti   | Dennis Novikov          | 169      | 6              |
| Italia        | Stefano Napolitano      | 172      | 7              |
| Francia       | Mathias Bourgue         | 183      | 8              |

(*) Ranking al 26 dicembre 2016

### Altri partecipanti
I seguenti giocatori hanno ricevuto una wild card per il tabellone principale:
- Alexander Blasco
- Romain Bousquet
- Nicolas N'Godrela
- Joanick Pattoua

I seguenti giocatori sono passati dalle qualificazioni:
- Jake Delaney
- Peđa Krstin
- Luca Margaroli
- Finn Tearney

## Punti e montepremi
| Torneo    | Torneo              | V      | F     | SF    | QF    | 2T    | 1T  | Q | Q1 |
| Singolare | Punti               | 100    | 60    | 35    | 18    | 8     | 0   | 5 | 0  |
| Singolare | Premi in denaro ($) | 10 800 | 6 360 | 3 765 | 2 190 | 1 290 | 780 | – |    |
| Doppio    | Punti               | 100    | 60    | 35    | 18    | –     | 0   | – |    |
| Doppio    | Premi in denaro ($) | 4 650  | 2 700 | 1 620 | 690   | –     | 540 | – |    |

## Campioni

### Singolare
Adrian Mannarino ha sconfitto in finale  Nikola Milojević con il punteggio di 6–3, 7–5.

### Doppio
Quentin Halys /  Tristan Lamasine hanno sconfitto in finale  Adrián Menéndez Maceiras /  Stefano Napolitano con il punteggio di 7–69, 6–1.